# Ofra (asentamiento israelí)
Ofra (en hebreo: עֹפְרָה, en árabe: عوفرا) es un asentamiento israelí iniciado por judíos israelíes en Cisjordania, en la Palestina ocupada. Ofra es un asentamiento ilegal según el Derecho internacional público, los Convenios de Ginebra y la Organización de las Naciones Unidas) se encuentra aproximadamente a 20 kilómetros al noreste de la ciudad palestina de Ramala, al este de la Línea Verde, la línea de alto el fuego de 1967. Las Naciones Unidas califican los asentamientos israelíes ubicados en el Área de Judea y Samaria como ilegales, pero el estado sionista de Israel rechaza esta afirmación. La comunidad internacional considera que los asentamientos israelíes violan la prohibición del Cuarto Convenio de Ginebra sobre el traslado de la población civil de una potencia ocupante a un territorio ocupado. Ofra forma parte del Concejo Regional Mateh Binyamin.

## Historia
El asentamiento de Ofra fue fundado en 1975 por jóvenes israelíes afiliados a la organización judía ortodoxa Gush Emunim. Ofra originalmente era un puesto avanzado del Ejército Jordano, que fue capturado por el Estado sionista de Israel, durante la Guerra de los Seis Días. En 1975, la Fuerza Aérea de Israel, instaló una estación de radar en un punto elevado. Según la Organización no gubernamental ARIJ, Israel confiscó tierras de tres pueblos y ciudades palestinas cercanas para construir el asentamiento de Ofra. El establecimiento de Ofra tuvo lugar entre abril y mayo de 1975 y fue parte de una lucha entre el movimiento de colonos Gush Emunim, fundado en febrero de 1974, y el gobierno laborista israelí, que se oponía a los asentamientos israelíes en el Área de Judea y Samaria, en zonas palestinas densamente pobladas. Ofra se estableció originalmente en el emplazamiento de una antigua base militar del Ejército Jordano, los ciudadanos israelíes se mudaron a áreas circundantes anteriormente habitadas por palestinos y construyeron estructuras permanentes y temporales allí, creando el asentamiento de Ofra. Varios miembros de la organización de colonos judíos Gush Emunim, obtuvieron trabajo en una base militar cercana ubicada en el monte Baal Hatzor. Los colonos establecieron un campo de trabajo en los cuarteles abandonados de una base del Ejército Jordano. Posteriormente trajeron a sus familias e izaron una bandera israelí. Aunque se opuso al proyecto el Primer ministro Isaac Rabin, Ofra recibió el respaldo político de Shimon Peres, quien fue ministro de defensa en el gobierno de Isaac Rabin, y de su asesor en materia de asentamientos, Moshe Netzer. Las opiniones sobre esta iniciativa estaban divididas dentro del ejército y dentro del gobernante Partido Laborista Israelí. Después de que el Partido Laborista Israelí fuera derrotado por el partido Likud en las elecciones israelíes de 1977, el nuevo gobierno reconoció al asentamiento de Ofra como una comunidad, allanando el camino para la expansión de la colonia israelí hacia las colinas circundantes. Ofra fue diseñado como un asentamiento para una población homogénea, donde todos los miembros compartían la misma ideología sionista. Muchas instituciones de los colonos judíos en la Cisjordania ocupada, se ubicaron y establecieron en Ofra, incluido el consejo de colonos "Yesha". Varios residentes de Ofra fueron asesinados por terroristas durante la Segunda Intifada, entre ellos Binyamin Zeev Kahane, el hijo del rabino kahanista Meir Kahane.